# Kihiyang
Kihiyang is een bestuurslaag in het regentschap Subang van de provincie West-Java, Indonesië. Kihiyang telt 4760 inwoners (volkstelling 2010).